# ريوتا إيغوشي
ريوتا إيغوشي (باليابانية: 井口 綾人) (مواليد 21 يناير 2001) هو لاعب كرة قدم ياباني.

## وصلات خارجية
- ريوتا إيغوشي على موقع رابطة كرة القدم اليابانية للمحترفين (اليابانية)
- ريوتا إيغوشي على موقع قاعدة بيانات كرة القدم.إي يو (الإنجليزية)
- ريوتا إيغوشي على موقع Soccerway.com (الإنجليزية)
- ريوتا إيغوشي على موقع عالم كرة القدم.نت (الإنجليزية)